# Klätterbegonia
Klätterbegonia (Begonia glabra) art i familjen begoniaväxter från Mexiko till Västindien och norra Sydamerika. Den odlas som krukväxt i Sverige.

## Synonymer
- Begonia elliptica Kunth
- Begonia glabra var. amplifolia (A. DC.) L.B. Sm. & B.G. Schub.
- Begonia glabra var. coralipetiolis hort.
- Begonia glabra var. cordifolia (C. DC.) Irmsch.
- Begonia glabra var. physalifolia Liebm. ex Buxton
- Begonia locellata A. DC.
- Begonia lucida Otto & Dietrich
- Begonia moritziana Kunth & Bouché
- Begonia physalifolia Liebm.
- Begonia scandens Sw.
- Begonia scandens var. amplifolia A. DC.
- Begonia scandens var. cordifolia C. DC.
- Wageneria deflexa Klotzsch
- Wageneria glabra (Aubl.) Klotzsch
- Wageneria lucida (Otto & Dietrich) Klotzsch
- Wageneria montana Klotzsch
- Wageneria moritziana (Kunth & Bouché) Klotzsch